# Torpille SST
La famille SST est une série de torpilles de calibre 21 pouces (533 mm), conçues en Allemagne par Atlas Elektronik.

## SST-3
La SST-3 est entrée en service en 1972.

## SST-4
La SST-4 est entrée en service en 1980. Elle est presque identique au SST-3, mais avec l’ajout d’un autodirecteur passif.

## Engagements
La torpille SST a été employé par la marine argentine pendant la guerre des Malouines.
En 2018, la marine turque a détruit un navire cible avec une SST-4 Modèle 0 tirée depuis le TCG Yıldıray (S-350) .
En 2020, la marine de guerre hellénique a détruit un navire cible avec une SST-4, tiré depuis le sous-marin de type 214 Pipínos (ΠΙΠΙΝΟΣ en grec) (S-121). La marine hellénique a signé la même année un contrat avec Atlas Elektronik pour remplacer ses anciennes torpilles lourdes SST-4 et SUT modèle 0 par de nouvelles torpilles DM2A4 Seehecht, également connues sous le nom de Seahake modèle 4.

## Utilisateurs
- Argentine : Marine argentine
- Grèce : Marine de guerre hellénique[6]
- Turquie : Marine turque